# فقد النطاف
فقد النطاف أو أَرَاط أو انعدام الحيامن (بالإنجليزية: Azoospermia)‏ هي حالة طبية تمتاز بأن الرجل ليس لديه كميات معتبرة من النطاف في المني. فقد النطاف مرتبط بانخفاض الخصوبة أو حتى العقم، لكنه قابل للعلاج.
نسبة الرجال المصابون بفقد النطاف تقريبا 1٪، ويمثل فقد النطاف 20٪ من حالات العقم.

## التصنيف
يمكن تصنيف فقد النطاف إلى ثلاثة أنواع رئيسية. تتسبب العديد من الحالات المدرجة أيضًا بحدوث درجات مختلفة من قلة النطاف بدلًا من فقده. يُعرف فقد النطاف قبل الخصوي والخصوي بفقد النطاف اللاانسدادي، في حين يُعد فقد النطاف ما بعد الخصوي ذا منشأ انسدادي.

### أسباب ما قبل خصوية
يتميز فقد النطاف قبل الخصوي بنقص تحفيز الخصيتين الطبيعيتين والجهاز التناسلي. عادةً ما تكون مستويات الهرمون المنبه للجريب (إف إس إتش) منخفضة (ناقص موجهة الغدد التناسلية) بما يتناسب مع نقص تحفيز الخصيتين لإنتاج الحيوانات المنوية. تشمل الأمثلة قصور الغدة النخامية (لأسباب مختلفة) وفرط برولاكتين الدم وتثبيط هرمون إف إس إتش الخارجي بواسطة هرمون التستوستيرون. قد يمنع العلاج الكيميائي إنتاج الحيوانات المنوية. لوحظ فقد النطاف قبل الخصوي في نحو 2% من حالات فقد النطاف. إن فقد النطاف قبل الخصوي نوع من أنواع فقد النطاف غير الساد.

### أسباب خصوية
يعني فقد النطاف الخصوي أن الخصيتين غير سليمتين، أو ضامرتين، أو غائبتين، وأن إنتاج الحيوانات المنوية مضطرب بشدة لدرجة توقفه كليًا. تميل مستويات إف إس إتش إلى الارتفاع (مفرط موجهة الغدد التناسلية) إذ تُعطل حلقة التغذية الراجعة (نقص التثبيط الارتجاعي على إف إس إتش). تظهر الحالة لدى 49-93% من الرجال المصابين بفقد النطاف. يشمل فشل الخصية فشل الإنتاج وانخفاضه وتوقف النضج في أثناء عملية تكوين الحيوانات المنوية.
تشمل أسباب فشل الخصية المشكلات الخلقية مثل حالات وراثية معينة (مثل متلازمة كلاينفيلتر)، وبعض حالات الخصية الخفية أو متلازمة خلايا سيرتولي فقط، والحالات المكتسبة من طريق العدوى (التهاب الخصية)، والجراحة (الرضح، والسرطان)، والإشعاع، أو أسباب أخرى. يبدو أن الخلايا البدينة التي تطلق وسائط التهابية تثبط بصورة مباشرة حركة الحيوانات المنوية بطريقة عكوسة؛ قد تمثل هذه آلية مرضية فيزيولوجية شائعة للعديد من الأسباب المؤدية للالتهاب. يُعد فقد النطاف الخصوي نوعًا من أنواع فقد النطاف اللاانسدادي.
عمومًا، يحتاج مرضى نقص النطاف مفرط موجهة الغدد التناسلية غير المفسر إلى إجراء تقييم صبغي.

### أسباب ما بعد خصوية
يتم إنتاج الحيوانات المنوية دون أن تُقذف في فقد النطاف ما بعد الخصوي؛ تؤثر الحالة في 7-51% من مرضى فقد النطاف. إن السبب الرئيسي هو انسداد فيزيائي (فقد النطاف الانسدادي) في الأعضاء التناسلية بعد الخصية. يمثل قطع القناة الدافقة بغرض منع الحمل السبب الأكثر شيوعًا. قد تكون الانسدادات الأخرى خلقية المنشأ (مثل عدم تكوّن الأسهر الذي يظهر في حالات معينة من التليف الكيسي) أو مكتسبة، مثل انسداد القناة الدافقة بسبب العدوى مثلًا.
تشمل اضطرابات القذف انعدام القذف والقذف المرتجع؛ تُنتج الحيوانات المنوية في هذه الحالات لكنها لا تُقذف.

### مجهول السبب
لا يوجد سبب معروف يفسر الإصابة في حالات فقد النطاف مجهول السبب. قد يحدث نتيجة عوامل خطر متعددة، مثل العمر والوزن. توصلت مراجعة في عام 2013 إلى نتيجة مفادها أن قلة النطاف وفقده مرتبطان ارتباطًا كبيرًا بزيادة الوزن (نسبة الأرجحية 1.1) والسمنة (نسبة الأرجحية 1.3) والسمنة المفرطة (نسبة الأرجحية 2.0)، لكن سبب هذا الارتباط غير معروف. لم تجد المراجعة علاقة ذات دلالة إحصائية بين قلة النطاف ونقص الوزن.

## علم الوراثة
قد تسبب العوامل الوراثية فقد النطاف قبل الخصوي والخصوي وما بعد الخصوي (أو قلة النطاف) وتشمل الحالات التالية: يتناسب تكرار الشذوذات الصبغية عكسيًا مع تعداد السائل المنوي، وعليه يكون مرضى فقد النطاف عرضة لخطر الإصابة بشذوذات التنميط النووي بنسبة 10 - 15% (15-20% حسب مصادر أخرى)، بينما تهبط هذه النسبة إلى أقل من 1% عند الذكور الخصبين.
يُذكر من أسباب فقد النطاف قبل الخصوي كل من قصور الغدة النخامية الخلقي، ومتلازمة كالمان، ومتلازمة برادر ويلي، وحالات وراثية أخرى تؤدي إلى نقص الهرمون المطلق لموجهة الغدد التناسلية (GnRH). يُلاحظ فقد النطاف الخصوي في متلازمة كلاينفيلتر (إكس إكس واي) ومتلازمة الذكور إكس إكس. إضافة إلى ما سبق، يعاني 13% من مرضى فقد النطاف خللًا في تكوين الحيوانات المنوية مرتبطًا بعيوب الصبغي واي. تتجلى هذه العيوب غالبًا بخبن جديد ودقيق يؤثر عادة في ذراع الصبغي الطويلة. أُطلق اسم عامل فقد النطاف (AZF) على جزء من ذراع الصبغي واي الطويلة في Yq11، وقُسّم إلى AZFa وAZFb وAZFc وربما أجزاء فرعية إضافية. قد تسبب عيوب هذه الجزء قلة النطاف أو فقده، وعلى أي حال، لم يتوصل الخبراء إلى إيجاد ارتباط وثيق بين النمطين الوراثي والظاهري. يصبح تكوين الحيوانات المنوية معيبًا مع وجود عيوب جينية لمستقبلات الأندروجين.
يُشاهد فقد النطاف بعد الخصوي مع طفرات نقطية معينة في جين منظم موصلية التليف الكيسي عبر الغشاء (سي إف تي آر) المرتبط بصورة شائعة بتشوهات الأسهر الخلقية.
تُستطب الاستشارة الوراثية عند الرجال الذين يعانون فقد النطاف لأسباب وراثية. يجب النظر في احتمالية انتقال الخلل الجيني إلى النسل عند دراسة التكاثر.

### BRD7
يُعبَّر بشدة عن BRD7 في الخصية، وهو بروتين انتساخ تنظيمي. لوحظ غياب التعبير عن بروتين BRD7 أو نقصه في خصى مرضى فقد النطاف الذين توقف تكوين الحيوانات المنوية عندهم. إن الفئران المعدلة جينيًا متجانسة الزيجوت [BRD7 (- / -)] عقيمة، وأظهرت خلايا خطها الإنتاشي مستويات أعلى من موت الخلايا المبرمج وتلف الحمض النووي.

### تعدد الأشكال الجيني
سُخر جين الحساسية للإصابة بسرطان الثدي البشري 2 (BRCA2) لعملية إصلاح الدنا. يرتبط تعدد أشكال النوكليوتيدات المفردة الشائعة في جين BRCA2 بالعقم مجهول السبب عند الذكور المصابين بفقد النطاف.
تشارك أربعة جينات في إصلاح كسر سلاسل الدنا المزدوجة والتشابك الكروموسومي (TEX11 وTEX15 وMLH1 وMLH3) وتؤدي أدوارًا رئيسية في الكمال الجيني والتأشب الانتصافي وتكوّن الأعراس. جرى اختبار تعدد الأشكال في هذه الجينات لكشف الارتباط مع العقم عند الذكور. عُثر على تعدد شكلي نوكليوتيدي مفرد في اثنين من هذه الجينات (TEX11 وMLH3) مرتبط بالعقم الذي يشمل فقد النطاف أو قلته عند الذكور.

## الأنواع
يصنف فقد النطاف إلى 3 أنواع رئيسية، كما أن الكثير من الأمراض تصنف على أنها ضمن قلة النطاف وليس فقد النطاف.
- فقد النطاف قبل الخصوي
- فقد النطاف الخصوي
- فقد النطاف بعد الخصوي
- فقد النطاف مجهول السبب